# سمانيات النمل
سمانيات النمل (الاسم العلمي: Formicarioidea) هو فيلق من الطيور يتبع رتيبة الرتيبة العصافير الملك من رتبة العصفوريات.

## التصنيف
- سمنات النمل
  - سمنة النمل
- التاباكولات
  - التاباكولو